# 卡洛·科洛迪
卡洛·科洛迪（本名為Carlo Lorenzini，1826年11月24日—1890年10月26日）是一位義大利作家，最著名的作品是兒童文學經典《木偶奇遇記》。

## 生平
卡洛·科洛迪生于意大利佛罗伦萨乡下一个厨师家庭，在教会学校毕业后，开始给地方报纸写稿，积极参加意大利民族解放运动，并参加1848年的意大利解放战争。科洛迪以儿童文学闻名于世，他的主要作品有：《小手杖》（1876）、《小木片》（1878）、《小手杖漫游意大利》、《小手杖地理》、《小手杖文法》、《木偶奇遇记》、《眼睛和鼻子》（1881）、《快乐的故事》（1887）。他所著的最后两部作品是：《愉快的符号》、《讽刺杂谈》（1892）。他最著名的作品当然是《木偶奇遇记》。1881年的一天，科洛迪给他在《儿童杂志》工作的朋友寄了一些稿子，并附有一张纸条，说送上“这点傻玩意儿”，请朋友随意处理。这些稿子就是《木偶奇遇记》的前身。木偶皮諾丘的故事一经发表，立刻引起了轰动，杂志社催促科洛迪快写，最后形成了我们今天读到的《木偶奇遇记》。这部童话出版以来，受到了各国儿童的喜爱，并多次被拍成动画片和故事片，在世界各国广受欢迎。